# 一目均衡表
一目均衡表（日语：／ Ichimoku kinkō hyō */?），又稱一目均衡圖、日平均圖，為一技術分析圖表。由日本記者細田悟一發明，並以筆名一目山人（Ichimoku Sanjin）於1936年發表，故一般資料大都說發明者是一目山人而不名。
「一目均衡表」是在二次大戰之前（二十世紀三十年代）發展出來的技術分析圖，前此之前沒有任何所謂的技術分析工具或理論，一目均衡表可說是全世界技術分析的鼻祖，其功能是提供投資人判斷市場的方向及進場價位，
日文中為一目、一眼；直譯為時空平衡點；是圖表，意味「運用此表，市場的趨勢一目瞭然」，故稱之「一目均衡表」。提供投資人一個價格變動及進場的參考，應用不單限於股市，在債券和外匯市場均廣泛為投資者所採用。

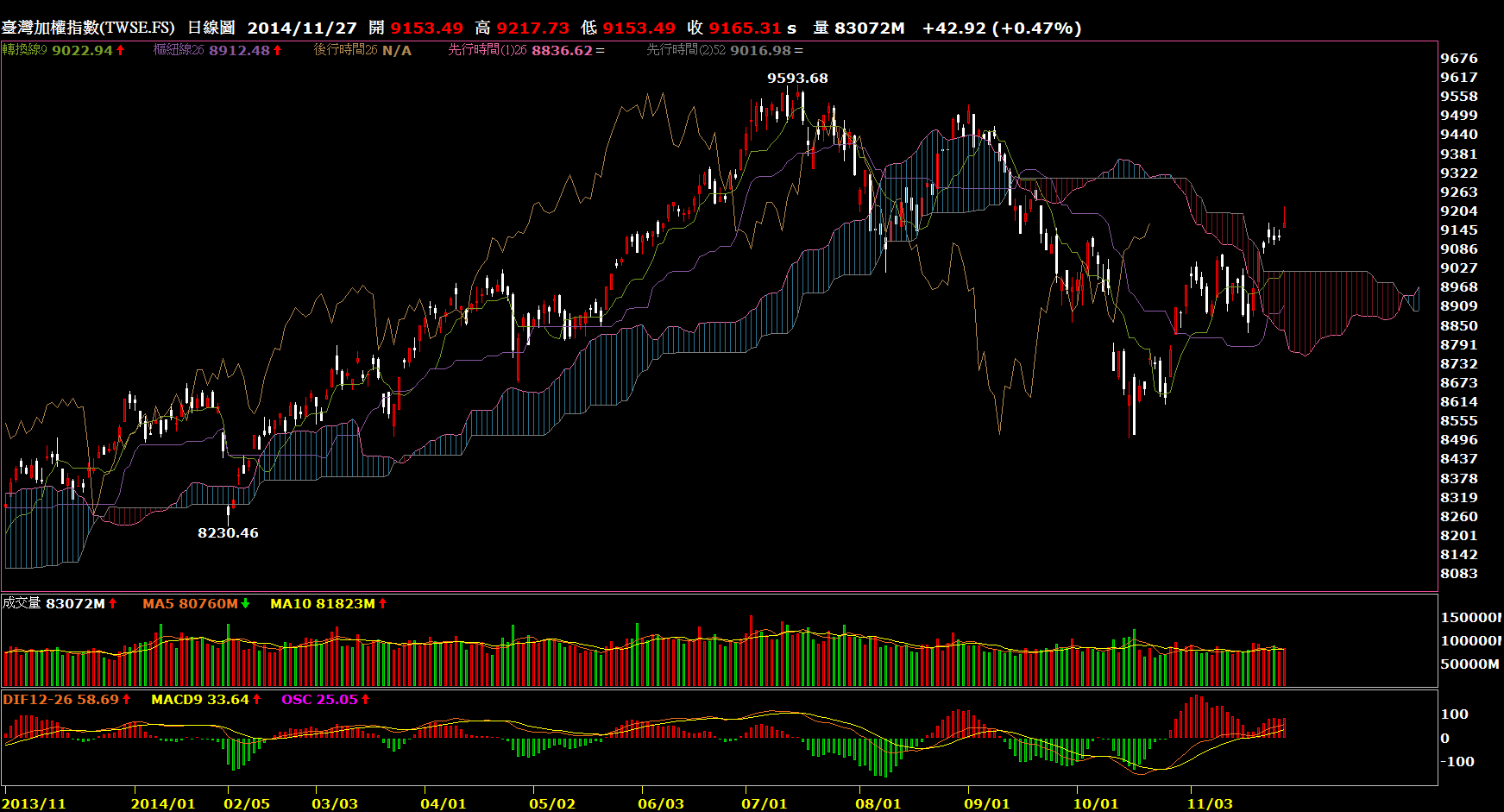
一目均衡表

## 計算方法
一目均衡圖有5組參數，基於各個長短周期的高低價格（周期長短可任意更改），提供明確簡單的趨勢判斷。5組參數分別如下：
轉換線（Tenkan-Sen / Conversion Line）
短軸快線 ＝ (9日內最高價 + 9日內最低價) ÷ 2，以9日為一短線周期。
基準線（Kijun-Sen / Base Line）
中軸慢線（樞紐線）＝ (26日內最高價 + 26日內最低價) ÷ 2， 以26日為一中線周期。
遲行帶（Chinkou Span / Lagging Span）
後移指標（後行時間）＝ 將今日收盤價往後移至一中線周期（26日）。
先行帶A（Senkou Span A / Leading Span A）
前移指標A（先行時間A）＝ (轉換線 + 基準線) ÷ 2，前移至一中線周期。
先行帶B（Senkou Span B / Leading Span B）
前移指標B（先行時間B）＝ (52日內最高價 + 52日內最低價) ÷ 2， 前移至一中線周期。
雲帶／雲層（Kumo / Cloud）
雲帶（抵抗帶、阻抗帶）＝ 先行帶A與先行帶B之間的區域。
傳統上，一目均衡表以（9, 26, 52）三個係數計算周期，在1930年代，日本是每周有6個工作天，傳統的系統以此基準為一個半星期（短）、一個月（中）及二個月（長）來計算。現今社會已經由6個工作天改為5日，因此有人提出一目均衡表的參數需調整為（7, 22, 44）或（8, 22, 44），然而一般軟體仍以（9, 26, 52）為預設值。

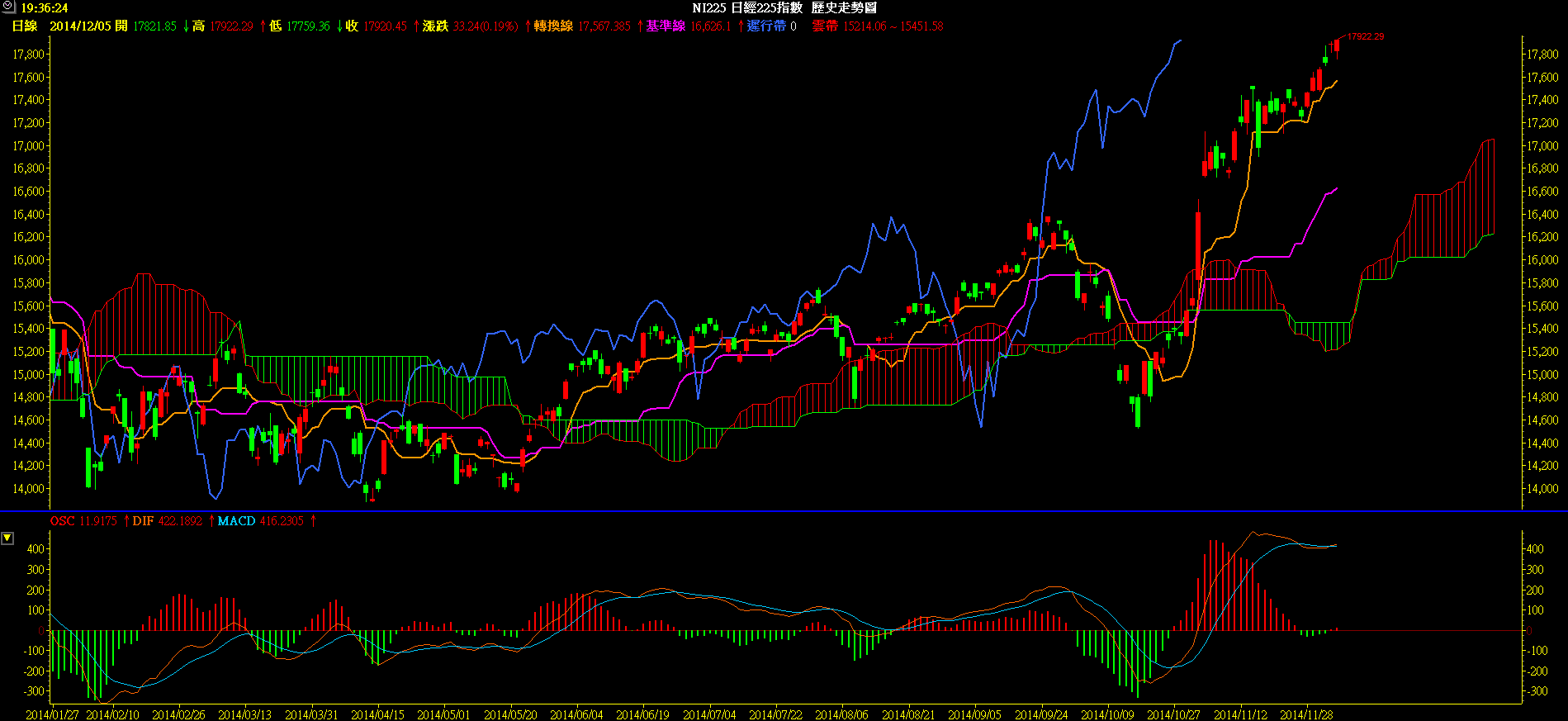
一目均衡圖（表）：日經225指數。

## 解讀
一目均衡表由日K線（一目均衡表中稱為日日線），5條線及一個雲帶所組成。尋找多空平衡條件的破壞形成時進入市場交易，觀念上包含乖離或背離、均線交叉、壓力和支撐以及道氏理論、波浪理論，不單是一套交易系統，也是一套交易體系。
轉換線，是短軸快線做為市場趨勢的指標。轉換線的上升或下跌，表示趨勢強弱；平行前進時，市場已進入盤整。
基準線，是中軸慢線做為市場變動的指標。若價格高於基準線，價格有可能上漲；當價格與基準線相交時，趨勢可能發生變動。當轉換線由基準線下方相交形成黃金交叉時，是買入訊息（若在雲帶上方為強，雲層中間為一般，雲帶下方則為弱）。 當轉換線從基準線上方相交形成死亡交叉時，則是賣出訊息（若在雲帶下方為強，雲層中間為一般，雲帶上方則為弱）。 
遲行帶（遲行線），為後移指標，將當日收盤價後移一個中線周期（26日），即以當日收盤價和26日前的價格做比較，用來判斷買賣雙方的力道強度。若遲行帶在（中線周期）價格的下方，賣方力道較強，負乖離過大則會反彈修正；若遲行帶在（中線周期）價格的上方，則買方力道較強，正乖離過大則會拉回修正。
雲帶（雲層），先行帶A和B之間的區域，則分析支撐和壓力的水準。先行帶A往上穿越行帶B形成黃金交叉，雲帶轉為上升雲帶；如先行帶A往下穿越先行帶B則成死亡交叉，雲帶轉為下降雲帶。若價格從下方進入雲帶，那麼此價格正面臨壓力；若價格跌入雲帶，那麼可能得到支撐。
趨勢的判斷是透過查看目前的價格位置與雲帶的關聯性。若價格在雲帶上方，趨勢預期會上升；而若價格在雲帶下方，主要趨勢預期會下跌。波動率可以由雲層的厚薄來判斷，厚雲層表示波動率增加，而且有強大的支撐或壓力；薄雲層則表示目前的波動率低。

## 外部連結
- 【公式】一目均衡表チャート（三世一目山人監修）（日語）
- 《一目均衡表 賺錢一目了然》（页面存档备份，存于）（繁體中文）
- 一目均衡表（页面存档备份，存于）（繁體中文）
- 二戰前日本記者發明，最普及的買賣圖表工具：一目均衡表（页面存档备份，存于）（繁體中文）
- Ichimoku Clouds（页面存档备份，存于）（英文）